# ブライアン・オースティン・グリーン
ブライアン・オースティン・グリーン（Brian Austin Green 本名：Brian Green, 1973年7月15日 - ）はアメリカ合衆国の俳優。

## 略歴
カリフォルニア州ロサンゼルス市ヴァン・ナイズ地区出身。身長183cm。子役出身であり、世界的人気テレビシリーズの『ビバリーヒルズ高校/青春白書』のデビット・シルバー役で一躍ブレイク。日本でもこの作品で知名度が上がった。
俳優として有名になったが元々はミュージシャン志望だったという。
2020年、アメリカ版『ザ・マスクド・シンガー』第4シーズンにキリンとして出演するが2回戦で敗退。
2021年にはアメリカ版『ダンシング・ウィズ・ザ・スターズ』第30シーズンに妻のシャルナと出場。

## プライベート
一時期はビバヒルの共演者でもあったティファニー＝アンバー・ティッセンと付き合っていた時期があったものの半年位で別れ、その後は普通に友達の仲だという。
かつての共演者ヴァネッサ・マーシルとの間には長男カシウスがいるが、6年間の事実婚で結婚せずに解消をした。その後、2012年にマーシルを金銭トラブルで訴えている。
長男カシウスはゲイを公表し、ブライアンはカシウスを育てるのは「自分にとって未知」だったと話している。
2006年には女優のミーガン・フォックスとの熱愛が発覚し、2010年にハワイで結婚式を挙げた。2人の間には2012年9月に息子が生まれた。2013年にはフォックスが第二子を妊娠したことが分かった。2021年にフォックスと離婚。
その後はシャルナ・バージェスと交際をはじめ、2022年には子供が生まれた。2023年にシャルナと再婚した。
名前のグリーンからか、右胸には「みどり（日本語ひらがな表記）」のタトゥーがある。
『ビバリーヒルズ高校白書』で共演したシャナン・ドハーティーとは番組が始まる前から互いを知っており、長年にわたる友人であった。
2010年には第36回トヨタ・グランプリ・オブ・ロングビーチのチャリティレースに参戦し、セレブリティ部門で優勝した。

## 主な出演作品

### テレビシリーズ
| 放映年    | 邦題 原題                                                                         | 役名                   | 備考          |
| --------- | --------------------------------------------------------------------------------- | ---------------------- | ------------- |
| 1986-1989 | Knots Landing                                                                     | ブライアン             | 28エピソード  |
| 1990-2000 | ビバリーヒルズ高校/青春・白書 Beverly Hills, 90210                                | デヴィッド・シルヴァー | 292エピソード |
| 1991      | 愉快なシーバー家 Growing Pains                                                    | ラッパー               | 1エピソード   |
| 1992      | メルローズプレイス Melrose Place                                                  | デヴィッド・シルヴァー | 3エピソード   |
| 1996      | マリブ海岸物語 Malibu Shores                                                      | サンディ               | エピソード    |
| 1996      | サブリナ Sabrina, the Teenage Witch                                               | チャド                 | 1エピソード   |
| 2001-2003 | Stacey Stone                                                                      | ロレンツォ             | 15エピソード  |
| 2003      | CSI:科学捜査班 CSI: Crime Scene Investigation                                     | グレゴリー             | 1エピソード   |
| 2004      | ラスベガス Las Vegas                                                              | コナー・ミルズ         | 1エピソード   |
| 2005-2006 | Freddie                                                                           | クリス                 | 22エピソード  |
| 2008-2009 | ターミネーター サラ・コナー・クロニクルズ Terminator: The Sarah Connor Chronicles | デレク・リース         | 23エピソード  |
| 2009      | CSI:マイアミ CSI: Miami                                                           | アンソニー・グリーン   | 1エピソード   |
| 2009-2010 | ヤング・スーパーマン Smallville                                                   | ジョン・コーベン       | 3エピソード   |
| 2010-2011 | デスパレートな妻たち Desperate Housewives                                         | キース・ウエストン     | 15エピソード  |
| 2012-2013 | Wedding Band                                                                      | トミー                 | 10エピソード  |
| 2012-     | Anger Management                                                                  | ショーン               |               |
| 2019      | ビバリーヒルズ再会白書                                                            | 本人                   |               |

### 映画
| 公開年 | 邦題 原題                                              | 役名                               | 備考       |
| ------ | ------------------------------------------------------ | ---------------------------------- | ---------- |
| 1990   | ザ・リベンジャー Kid                                   | メタル・ルイ                       |            |
| 1991   | キックボクサー2 Kickboxer 2: The Road Back             | トミー                             |            |
| 1996   | 背徳の涯て/女教師の罪と代償 A Friend's Betrayal        | ポール                             | テレビ映画 |
| 1997   | 侵入者3 Laws of Deception                              | カル・ミラー                       |            |
| 2005   | ドミノ Domino                                          | ブライアン・オースティン・グリーン |            |
| 2008   | インパクト・ポイント 狙われたビーチの妖精 Impact Point | ホールデン                         |            |
| 2010   | Urgency                                                |                                    |            |
| 2010   | The Wild Girl                                          |                                    |            |
| 2010   | Monster Heroes                                         |                                    |            |
| 2011   | クロス Cross                                           | カラン                             | ビデオ映画 |
| 2011   | Chromeskull: Laid to Rest 2                            |                                    |            |
| 2013   | Last Stop                                              |                                    |            |
| 2014   | ロッジ Don't Blink                                     | ジャック                           |            |
| 2023   | Beautiful Disaster                                     | ミック                             |            |
| 2024   | The Night They Came Home                               | チャック・パルマー                 |            |

## 参照
1. ↑  “元祖『ビバヒル』俳優のブライアン・オースティン・グリーンが元恋人を訴える。原因は金銭問題。”. Techinsight. (2012年1月15日) 2014年1月21日閲覧。
2. ↑  Paula-Abrahamson, Rachel (2023年10月5日). “Brian Austin Green gets candid about raising an openly gay child”.   TODAY. 2024年12月17日閲覧。
3. ↑  “Megan Fox and Brian Austin Green Wed in Small Ceremony”.   TVGuide.com. 2013年2月26日閲覧。
4. ↑  “Megan Fox and Brian Austin Green Are Married!”.   Us magazine. 2014年9月6日時点のオリジナルよりアーカイブ。2013年2月26日閲覧。
5. ↑  "Megan Fox, Brian Austin Green have baby boy". LA Times. October 17, 2012.
6. ↑  “Megan Fox, Brian Austin Green Welcome Son Noah Shannon!”.   Us Weekly (2012年10月17日). 2012年10月17日閲覧。
7. ↑  “『トランスフォーマー』ミーガン・フォックスが第2子妊娠”. シネマトゥデイ. (2013年8月2日) 2013年8月16日閲覧。
8. ↑  Webber, Stefanie (2023年9月25日). “Brian Austin Green calls Shannen Doherty ‘incredibly strong’ and ‘a fighter’ amid cancer battle”.   New York Post. 2024年12月18日閲覧。